# 대한민국의 장애
2016년 전국장애인조사에 따르면 한국에는 약 2,683,400명의 장애인이 있다. 신체 장애는 전체 장애인 인구의 약 50%를 차지한다.  지난 수십 년 동안 5개년 계획에 따라 장애인과 관련된 정책과 서비스가 개선되었다. 정부는 장애인을 위한 여러 지역 재활 센터를 설립하고 지역사회에 재활 프로그램을 제공하고 시행하고 있다. 인구 고령화에 따라 한국의 장애인 수가 증가하고 있다. 이와 관련하여 한국 정부는 장기적인 인구 변화에 적응하기 위해 안정적인 복지 모델을 계획하고 있다.